# Burkina Faso na Letnich Igrzyskach Olimpijskich 2024
Burkina Faso na Letnich Igrzyskach Olimpijskich 2024 – reprezentacja Burkina Faso na Letnich Igrzyskach Olimpijskich 2024, rozgrywanych w dniach 26 lipca – 11 sierpnia 2024 w Paryżu. Zawodnicy z tego państwa wzięli udział w letnich igrzyskach olimpijskich po raz jedenasty.

## Skład reprezentacji

### Judo
| Zawodnik    | Konkurencja  | 1/16             | 1/8              | Ćwierćfinał      | Półfinał         | Finał/BM         | Pozycja | Źródła |
| Zawodnik    | Konkurencja  | Przeciwnik Wynik | Przeciwnik Wynik | Przeciwnik Wynik | Przeciwnik Wynik | Przeciwnik Wynik | Pozycja | Źródła |
| ----------- | ------------ | ---------------- | ---------------- | ---------------- | ---------------- | ---------------- | ------- | ------ |
| Carmel Kone | do 90 kg (m) | Han P 0-10       | NQ               | NQ               | NQ               | NQ               | 17.     | [ 2 ]  |

### Kolarstwo szosowe
| Zawodnik   | Wyścig            | Czas | Pozycja | Źródła |
| ---------- | ----------------- | ---- | ------- | ------ |
| Awa Bamogo | start wspólny (k) | DNF  | DNF     | [ 3 ]  |

### Lekkoatletyka
| Zawodnik      | Konkurencja    | Kwalifikacje | Kwalifikacje | Finał   | Finał   | Źródła      |
| Zawodnik      | Konkurencja    | Wynik        | Pozycja      | Wynik   | Pozycja | Źródła      |
| ------------- | -------------- | ------------ | ------------ | ------- | ------- | ----------- |
| Marthe Koala  | skok w dal (k) | 6,59 m       | 11.          | 6,61 m  | 9.      | [ 4 ] [ 5 ] |
| Fabrice Zango | trójskok (m)   | 17,16 m      | 3.           | 17,50 m | 5.      | [ 6 ] [ 7 ] |

### Pływanie
| Zawodnik          | Konkurencja              | Eliminacje | Eliminacje | Półfinał | Półfinał | Finał | Finał   | Pozycja | Źródła |
| Zawodnik          | Konkurencja              | Czas       | Pozycja    | Czas     | Pozycja  | Czas  | Pozycja | Pozycja | Źródła |
| ----------------- | ------------------------ | ---------- | ---------- | -------- | -------- | ----- | ------- | ------- | ------ |
| Iman Kouraogo     | 50 m stylem dowolnym (k) | 30,33      | 62.        | NQ       | NQ       | NQ    | NQ      | 62.     | [ 8 ]  |
| Souleymane Napare | 50 m stylem dowolnym (m) | 26,66      | 59.        | NQ       | NQ       | NQ    | NQ      | 59.     | [ 9 ]  |

### Taekwondo
| Zawodnik        | Konkurencja  | 1/8 finału       | Ćwierćfinał      | Półfinał         | Finał/3. miejsce | Pozycja | Źródła |
| Zawodnik        | Konkurencja  | Przeciwnik Wynik | Przeciwnik Wynik | Przeciwnik Wynik | Przeciwnik Wynik | Pozycja | Źródła |
| --------------- | ------------ | ---------------- | ---------------- | ---------------- | ---------------- | ------- | ------ |
| Ibrahim Maïga   | do 68 kg (m) | Reçber P 0-2     | NQ               | NQ               | NQ               | 11.     | [ 10 ] |
| Faysal Sawadogo | do 80 kg (m) | Takov W 2-0      | Nickolas P 0-2   | NQ               | NQ               | 9.      | [ 11 ] |